# Алберт Гечев
Алберт Стефанов Гечев (Ловеч, 11 октомври 1881 – Ловеч, 2 декември 1915) е български филолог, литературовед и автор.

## Биография
Роден в семейство с книжовни интереси. Завършва славянска филология (1905) в Софийския университет. Работи като гимназиален учител в Пловдив, Казанлък и Русе. През годините на учителстване посещава Германия и Швейцария, за да работи в библиотеки и архиви. В периода 1908 – 1912 пише поредица литературни обзори в сп. „Демократически преглед“.
Участва в Първата световна война, където е ранен. Умира на 2 декември 1915 година в Ловешка местна военна болница.

## Книги
- Библиография на историята на новата българска литература в българския печат до 1900 г. – 1905.
- Добри П. Войников в развоя на нашата драма – 1905.
- Българската литература през последните няколко години. 1900–1912 – 1914.
- Български правопис. История и науч. основания – 1914.